# Greta Böselová
Greta Böselová také Grete Boeselová (* 9. května 1908 Elberfeld (dnes Wuppertal) - 3. května 1947 Hameln) byla během druhé světové války dozorkyně v německém koncentračním táboře Ravensbrück.

## Biografie
Greta Böselová se narodila v Elberfeldu v Německu, kde se vyučila jako zdravotní sestra. V srpnu 1944 se stala táborovou dozorkyní v Ravensbrücku. V listopadu 1944 měla Böselová patřit mezi zaměstnance, kteří se účastnili selekce vězňů pro plynovou komoru nebo pro převoz do koncentračního tábora Uckermark.
Po pochodu smrti vězňů z Ravensbrücku při blížícím se osvobození sovětských vojsk Rudé armády Böselová utekla z tábora společně s manželem. Později byla zatčena britskými vojsky.
Böselová společně s dalšími ženskými dozorkyněmi včetně Dorothey Binzové byla obviněna v procesu Ravensbrück, který se konal od prosince 1946 do února 1947 v německém Hamburku. Soud zjistil, že se dopustila týrání, vraždy a účasti na selekci vězňů do plynových komor. Byla popravena za své zločiny dne 3. května 1947 v 9:55 ve vězení v Hamelnu.